# 新橋色
新橋色（しんばしいろ）は、日本の伝統色の一つ（※財団法人日本色彩研究所が選定した「日本の伝統色」とは異なる）。わずかに緑がかった明るい青色。明治時代になって様々な化学染料が欧米から日本へ流入してきたが、明治も終わり頃になると、今でいうセルリアンブルーに近い色が入ってきた。それが当時最もハイカラな場所であった東京・新橋の芸者の間で流行したことにより、憧れを籠めて「新橋」の名で呼ばれるようになった。
置屋が多かった金春新道に由来する「金春色（こんぱるいろ）」の別名もある。

## 概要
化学染料由来の流行色、明るい青緑系の色、町名を冠した色名などの珍しさから、色に関する本によく取り上げられる。
現在でも、ゆりかもめ新橋駅のテーマカラーとして使用されている。